# Capela de Nossa Senhora da Penha (Macau)
A Capela de Nossa Senhora da Penha, também conhecida como a Ermida de Nossa Senhora da Penha e como a Capela de Nossa Senhora do Bom Parto, foi construída em 1622 (ano da invasão holandesa a Macau) pela tripulação e passageiros de um barco que quase havia sido capturado pelos holandeses, por cima de uma colina, ao lado do baluarte de Nossa Senhora do Bom Parto. Antigamente, a capela servia como local de peregrinação para marinheiros católicos que embarcavam para uma viagem perigosa.
A capela foi completamente reconstruída, juntamente com o paço episcopal (residência do bispo de Macau), em 1837, continuando a manter a sua traçada simples. Em 1892, a capela começou a ser ampliada, depois de ser demolido o baluarte. Em 1935, o Bispo Cardeal D. José da Costa Nunes completou a amplificação e reedificação da capela e inaugurou a magnífica torre sineira, cujo projecto é da autoria do Arqtº José da Costa Vilaça. 
No adro da capela foi erguida uma estátua da Nossa Senhora do Bom Parto, feito em mármore, de mãos fechadas, de face serena e olhando para o mar, como se ela estivesse a oferecer protecção aos marinheiros e pescadores, sendo essa a razão por que lhe foi dada o nome de "Bom Parto". Perto da capela, encontra-se uma réplica da gruta da Nossa Senhora de Lourdes, em memória da aparição da Nossa Senhora em Lourdes, França.
A colina onde se situa a capela chama-se "Colina da Penha" e "Monte do Bispo", em memória ao antigo bispo de Macau, D. João Paulino.